# Bosanski Brod
Bosanski Brod je grad i središte istoimene općine na krajnjem sjeveru Republike Srpske u BiH, na desnoj obali rijeke Save. U općini Bosanski Brod 1991. živjelo je 34.138 stanovnika. Do 2009. grad se službeno zvao Bosanski Brod, od tada Brod (srp. Брод).
Općina i grad Bosanski Brod nalaze se na desnoj obali Save, nasuprot Slavonskom Brodu. Tijekom srednjeg vijeka bio je u posjedu velikaške obitelji Beričević, kasnije preimenovanih u Berislaviće, po kojima je bio poznat kao Berislavića Brod. Osmanlije su ga zauzele 1536., a dio grada na desnoj obali Save potpuno je uništen. Početkom 18. stoljeća, grad je obnovljen i nazvan Turski Brod, te je dobio palaniku i kapetana. Austrijanci su ga 1716. zauzeli i uništili. Osmanlije su izgradile novi čardak 1739., a 1780. dobio je i dobro utvrđenu kulu pod zapovjedništvom age. Ubrzan razvoj naselja započeo je izgradnjom kolnog puta Bosanski Brod–Sarajevo 1864. Grad je 1878., kao i čitava BiH, bio okupiran od Austrougarske Monarhije. Iduće godine izgrađen je most na Savi, a potkraj godine u promet je puštena uskotračna pruga do Sarajeva. Grad je postao važno središte za željeznički promet s bosanskom regijom. U vrijeme Drugog svjetskog rata grad je teško stradao od savezničkom bombardiranja. Od 1992. dio je Republike Srpske, kako su ga te godine zauzele srpske snage.

## Povijest
U srednjem vijeku pripadao posjedima velikaške obitelji Boričević, poslije zvanih Berislavić, po kojima se spominje kao Berislavića Brod.

### Sukobi u Slavoniji
Tijekom oružanih sukoba između hrvatskih snaga s jedne, te JNA i pobunjenog srpskog stanovništva s druge strane, 1. rujna 1991. s područja, tada još Bosanskog Broda, nepoznati napadači raketirali su Slavonski Brod. Ciljevi napada bili su objekti u samom centru grada te most preko Save. Od vlasti je zatraženo da pronađu počinitelje, a most na Savi bio je zatvoren. To je dovelo do nezadovoljstva hrvatskog i muslimanskog pučanstva u Brodu koji su bili nezadovoljni odnosom općinskih vlasti prema JNA. Dan poslije, Hrvati i Muslimani održali su prosvjede i prešli most preko Save u znak solidarnosti sa susjednom općinom. U tom razdoblju most je više puta otvaran i zatvaran, a konačno je zatvoren 9. rujna 1991., kada je uočeno veće grupiranje JNA na bosanskoj strani rijeke.
U vremenu od rujna 1991. do ožujka 1992. most je bio zatvoren samo za automobilski promet, dok je pješacima prolaz bio dopušten. Povremena zatvaranja mosta zbog bojazni od JNA izazivala su nezadovoljstvo građana Bosanskog Broda koji su bili zaposleni u Hrvatskoj. U to vrijeme oko 3 tisuće zaposlenika u Slavonskom Brodu bilo je iz BiH, no bilo je i značajan broj uposlenih iz Hrvatske u Bosanskom Brodu. Rušenjem cestovno-željezničkih mostova kod Županje i Gunje u rujnu i studenome 1991., most Bosanskog Broda i Bosanskog Šamca bili su jedina prekoriječna veza s Hrvatskom. Kako je postojala prijetnja zatvaranja i tih mostova, postavljen je zahtjev demilitarizacije dijela Bosanske Posavine, pomjeranjem JNA 15–20 km južnije od Save. Međutim, protivljenje srpskog čelništva i SDS-a onemogućilo je općinskim vlasti u ispunjenju takvog zahtjeva. Zahtjev je kasnije poslan političkom vrhu SR BiH, no nije ispunjen zbog podložnog odnosa vlasti prema JNA. Kompromis je postignut dogovorom da će most s bosanskohercegovačke strane čuvati MUP SR BiH. Most je postao mjesto razmjene ratnih zarobljenika te prijenosa posmrtnih ostataka stradalih u Istočnoj Slavoniji. Prebjezi preko mosta intenzivirali su se nakon pada Vukovara, pa je preko njega stigao u Slavonski Brod najveći broj vukovarskih izbjeglica.

### Sukobi u Posavini
Potkraj studenoga 1991. u Bosanskom Brodu osnovana je Operativna grupa Istočna Posavina koja je naoružavala Hrvate u Bosanskoj Posavini radi onemogućavanja djelovanja JNA u graničniom području.
Prosvjedni skup pristaša SDS-a održan je u Bosanskom Brodu 3. veljače 1992. Prosvjednici su tražili da JNA zatvori most dok se ne otpuste radnici hrvatske nacionalnosti kao protumjera na otpuštanje 800 radnika srpske nacionalnosti u Slavnonskom Brodu. Tri dana nakon prosvjeda miniran je most kod Bosanskog Šamca, što je prouzrokovalo nemogućnost prometa na tri tjedna, pa je most između dva Broda bio jedini prometni most na Savi. Nekoliko dana prije održavanja referenduma o neovisnosti SR BiH, s područja Bosanskog Broda ponovno je raketiran Slavonski Brod. Unatoč tome, hrvatske vlasti odrlučile su most držati otvorenim i podržati referendum o neovisnosti.
Kako je zatvaranje mosta bilo u srpskom interesu, oružani pripadnici SDS-a su 3. ožujka 1992. pokušali preuzeti kontrolu nad mostom i drugim strateškim objektima u Bosanskom Brodu. Napad je odbila Teritorijalna obrana SR BiH sastavljena od Hrvata i Muslimana. Naime, za daljnje uključenje područja općine Bosanskog Broda u SAO Sjevernu Bosnu bio bi moguć tek odsjecanjem Hrvata i Muslimana od Hrvatske, kako bi se spriječilo pomaganje njihova otpora s područja Hrvatske.
Rasplamsavanjem rata u čitavoj BiH u travnju 1992., brodski most postao je središnji logističko-opskrbni punkt, čija se strateška važnost povećala uništenjem mostova nizvodno od Broda. Most kod Šamca bio je potpuno uništen 22. travnja 1992. Preko brodskog mosta prevođene su postrojbe Hrvatske vojske iz sastava OG Istočna Posavina kao pomoć HVO-u. Istovremeno je postao glavnim prijelazom za desetke tisuća izbjeglica iz sjeverne Bosne. Već nakon prvog sukoba u Bosanskom Brodu u ožujku 1992., most je prešlo 6 tisuća ljudi. Broj izbjeglica se stalno povećavao, pa je u travnju porastao na 12 tisuća ljudi. U operaciji Koridor 92 u listopadu 1992., Vojska Republike Srpske (VRS) osvojila je veći dio Bosanske Posavine. Do okončanja operacije, broj izbjeglica povećao se na 40 tisuća. Brodski most postao je žila kucavica za hrvatske snage u Posavini, no i "usko grlo" koje je znatno sužavalo manevarske sposobnosti hrvatskih snaga.
Početkom sukoba s HVO-om u Posavini u ožujku 1992. i srpske snage zajedno s JNA uočile su stratešku bitnost brodskog mosta. Tijekom travnja 1992. došlo je do neuspješnog proboja JNA iz sastava dobojske operativne grupe 17. tuzlanskoga korpusa prema Bosanskom Brodu. Daljnji napori uništenja mosta prepušteni su Jugoslavenskom ratnom zrakoplovstvu (JRZ), koje je od svibnja 1992. započelo kampanju bombardiranja mosta i Slavonskog Broda uz podršku dalekometnog topništva. Unatoč dugotrajnom bombardiranju most nije bio srušen. Napadi na most pojačani su u drugoj polovici kolovoza, te tijekom rujna i početkom listopada 1992., kako su se snage 1. krajiškoga korpusa VRS-a približavale Bosanskom Brodu. Bosanski Brod srpske snage su konačno uzele 6. listopada 1992. Uoči pada Bosanskog Broda, oko 8 tisuća ljudi prešlo je u Slavonski Brod.
Predstavnici VRS-a hrvatskoj su strani ponudili da ne uništava most, no inženjerci 108. i 157. brigade HV-a su 7. listopada 1992., dan nakon pada Bosanskog Broda, srušili most. U početku je rušenje mosta pripisivano srpskoj strani, no i danas ostaju nepoznati nalogodavci koji su naredili njegovo rušenje na hrvatskoj strani.
Pavši pod Republiku Srpsku, ime mu je promijenjeno u Brod odnosno Srpski Brod. Ustavni sud BiH 2004. godine vratio je ime Bosanski Brod.

## Stanovništvo
Po posljednjem službenom popisu stanovništva iz 1991. godine, općina Bosanski Brod imala je 34.138 stanovnika, raspoređenih u 23 naselja.
| Stanovništvo općine Bosanski Brod |                 |                 |                 |                 |
| godina popisa                     | 2013.           | 1991.           | 1981.           | 1971.           |
| Hrvati                            | 3.287 (19,78%)  | 13.993 (40,98%) | 13.579 (42,05%) | 14.489 (48,11%) |
| Srbi                              | 11.477 (69,06%) | 11.389 (33,36%) | 10.737 (33,25%) | 11.273 (37,43%) |
| Muslimani                         | 1.509 (9,08%)   | 4.088 (11,97%)  | 3.106 (9,62%)   | 3.706 (12,30%)  |
| Jugoslaveni                       |                 | 3.664 (10,73%)  | 4.545 (14,07%)  | 436 (1,44%)     |
| ostali i nepoznato                | 346 (2,08%)     | 1.004 (2,94%)   | 319 (0,98%)     | 211 (0,70%)     |
| ukupno                            | 16.619          | 34.138          | 32.286          | 30.115          |

#### Bosanski Brod (naseljeno mjesto), nacionalni sastav
| Bosanski Brod      |                |                |                |
| godina popisa      | 1991.          | 1981.          | 1971.          |
| Srbi               | 4.373 (31,01%) | 3.505 (28,02%) | 3.229 (32,28%) |
| Hrvati             | 4.086 (28,98%) | 3.812 (30,48%) | 4.166 (41,64%) |
| Muslimani          | 2.246 (15,93%) | 1.682 (13,44%) | 2.093 (20,92%) |
| Jugoslaveni        | 2.760 (19,57%) | 3.406 (27,23%) | 376 (3,75%)    |
| ostali i nepoznato | 633 (4,48%)    | 101 (0,80%)    | 139 (1,38%)    |
| ukupno             | 14.098         | 12.506         | 10.003         |

## Naseljena mjesta
Bosanski Brod, Brusnica Mala (dio), Brusnica Velika, Donja Barica, Donja Močila, Donja Vrela, Donje Kolibe, Donji Klakar, Gornja Barica, Gornja Močila, Gornja Vrela, Gornje Kolibe, Gornji Klakar, Grk, Koraće, Kričanovo, Kruščik, Liješće, Novo Selo, Sijekovac, Unka, Vinska i Zborište.
Poslije potpisivanja Daytonskog sporazuma najveći dio općine Bosanski Brod ušao je u sastav Republike Srpske. U sastav Federacije Bosne i Hercegovine ušao je dio naseljenog mjesta Brusnica Mala, koji je poslije Daytona pripao općini Odžaku.

## Ekonomija
- rafinerija nafte Bosanski Brod

## Obrazovanje
- Srednja škola "Nikola Tesla"
- Osnovna škola "Sveti Sava"
- Visoka škola za primijenjene i pravne nauke Prometej

## Poznate osobe
- Ljiljana Molnar Talajić, hrvatska operna diva
- Duško Trifunović, bosanskohercegovački književnik i tekstopisac
- Demirović Halid, izbornik rukometne reprezentacije BiH i trener rk Bosna
- Ljupko Petrović,  bivši srpski nogometaš, danas nogometni trener
- Zdravko Zovko
- Edin Mujčin
- Sead Mašić
- Samira Hasagić, Članica Hrvatske rukometne reprezentacije
- Zdenko Svete, hrvatski visoki dužnosnik, višegodišnji diplomat socijalističke Jugoslavije, partizanski borac
- Jozo Previšić, hrvatski ekonomist

## Šport
Nogometni klubovi u općini Bosanski Brod:
| - Polet Bosanski Brod - Željezničar Bosanski Brod (Tulek) - Robna kuća-Beograd Bosanski Brod - Sloboda Donja Barica - Bratstvo Brodsko Polje - Vučijak Grk - Jedinstvo Velika Brusnica - Proleter Donje Kolibe - Sloga Gornje Kolibe - Sloga Koraće - Mladost Kričanovo - Bosna Liješće | - Radnik Donja Močila (Greda) - Zadrugar Gornja Močila - Ukrina Novo Selo - Sava Poloj - Hajduk Sijekovac - Ukrinac Sijekovac - Zadrugar Sijekovac - Unka - Sloboda Vinska - Srednja Rijeka Donja Vrela - Borac Gornja Vrela - OFK Zborište |  |

Od 1980. održava se malonogometni Ponoćni turnir "Brod".

## Galerija
- Bosanski Brod 1912. godine
- Trgovačka ulica u Bosanskom Brodu
- Pogled na Bosanski Brod iz Slavonskog Broda
- Sportska dvorana
- Bosanski Brod slikan iz Slavonskog Broda